# Championnats d'Europe d'athlétisme 2026
Navigation
Les 27es Championnats d'Europe d'athlétisme se dérouleront du 3 au 9 août 2026 à Birmingham, au Royaume-Uni, au sein de l'Alexander Stadium. La ville britannique a été choisie après le retrait de la candidature de Budapest. C'est la première fois que le Royaume-Uni accueille cet évènement sportif.